# Список медалістів літніх Олімпійських ігор 2000
Літні Олімпійські ігри 2000 року проходили в Сіднеї (Австралія) з 15 вересня по 1 жовтня 2000 року. У них брали участь 10 651 спортсмен із 199 країн, що належать до національних олімпійських комітетів (НОК). Змагання складалися з 300 дисциплін у 28 видах спорту.

## Академічне веслування
| Дисципліна                                    | Золото | Срібло | Бронза |
| Парні одиночки, чоловіки детальніше           | Роб Водделл · Нова Зеландія (NZL) | Ксено Мюллер · Швейцарія (SUI) | Марсель Гаккер · Німеччина (GER) |
| Парні двійки, чоловіки детальніше             | Словенія (SLO) Лука Шпік Ізток Чоп | Норвегія (NOR) Олаф Туфте Фредрік Беккен | Італія (ITA) Джованні Калабрезе Нікола Сарторі |
| Двійки, чоловіки детальніше                   | Франція (FRA) Мішель Андрьє Жан-Кристоф Роллан | США (USA) Тед Мерфі Себастьян Беа | Австралія (AUS) Мэеттью Лонг Джеймс Томкінс |
| Парні двійки, легка вага, чоловіки детальніше | Польща (POL) Томаш Кухарський Роберт Сич | Італія (ITA) Елія Луїні Леонардо Петтінарі | Франція (FRA) Паскаль Турон Тібо Шапель |
| Четвірки, чоловіки детальніше                 | Італія (ITA) Агостіно Аббаньяле Алессіо Сарторі Россано Гальтаросса Сімоне Райнері                                                                               | Нідерланди (NED) Йохем Верберн Дірк Ліппітс Дідерик Симон Міхиі Бартман                                                                             | Німеччина (GER) Марко Гайслер Андреас Хаєк Штефан Волькерт Андре Вільмс                                                                                        |
| Парні четвірки, чоловіки детальніше           | Велика Британія (GBR) Джеймс Крекнелл Стів Редгрейв Тім Фостер Метью Пінсент                                                                                     | Італія (ITA) Вальтер Молеа Ріккардо деї Россі Лоренцо Карбончіні Карло Морнаті                                                                      | Австралія (AUS) Джеймс Стюарт Бен Додуелл Джеффрі Стюарт Бо Гансон                                                                                             |
| Четвірки, легка вага, чоловіки детальніше     | Франція (FRA) Лорен Поршьє Жан-Кристоф Бетт Ів Окде Ксав'є Дорфман                                                                                               | Австралія (AUS) Саймон Берджесс Ентоні Едвардс Даррен Балмфорт Роберт Річардс                                                                       | Данія (DEN) Серен Мадсен Томас Еберт Ескільд Еббесен Віктор Феддерсен                                                                                          |
| Вісімки, чоловіки детальніше                  | Велика Британія (GBR) Луїс Еттрілл Саймон Денніс Роулі Дуглас Лука Грубор Бен Гант-Девіс Ендрю Ліндсей Фред Скарлетт Стів Трепмор Киран Вест                     | Австралія (AUS) Нік Порціг Крістіан Раян Стюарт Велш Бретт Гаймен Роб Ерлінг Майк Маккей Даніель Бурк Хайме Фернандес Елістер Гордон                | Хорватія (CRO) Ігор Францетич Тихомир Франкович Томислав Смольянович Никша Скелин Синіша Скелин Крешимир Чульяк Ігор Бораска Бранимир Вуєвич Сильвійо Петришко |
| Парні одиночки, жінки детальніше              | катерина Карстен · Білорусь (BLR) | Румяна Нейкова · Болгарія (BUL) | Катрін Ручов-Штомпоровскі · Німеччина (GER) |
| Двійки, жінки детальніше                      | Румунія (ROU) Джорджета Дамьян Дойна Ігнат | Австралія (AUS) Кейт Слаттер Рейчел Тейлор | США (USA) Карен Крафт Мелісса Раян |
| Парні двійки, чоловіки детальніше             | Німеччина (GER) Катрін Борон Яна Тіме | Нідерланди (NED) Піта ван Дішук Еке ван Нес | Литва (LTU) Крістіна Поплавська Біруте Шакіцкене |
| Парні двійки, легка вага, жінки детальніше    | Румунія (ROU) Констанца Бурчіке Анджела Алупей | Німеччина (GER) Валері Фіхофф Клаудія Бласберг | США (USA) Крістін Коллінз Сара Гарнер |
| Парні четвірки, жінки детальніше              | Німеччина (GER) Майке Еверс Мануела Лутце Маня Ковальскі Керстін Ковальскі                                                                                       | Велика Британія (GBR) Гуїн Баттен Міріам Баттен Кетрін Грейнджер Джилліан Ліндсей                                                                   | Росія (RUS) Оксана Дороднова Ірина Федотова Юлія Левіна Лариса Мерк                                                                                            |
| Вісімки, жінки детальніше                     | Румунія (ROU) Вероніка Кокеля Джорджета Дамьян Марія Магдалена Думитраке Ліліана Гафенку Елена Джорджеску Дойна Ігнат Елісабета Ліпе Йоана Олтяну Вьоріка Сусану | Нідерланди (NED) Тесса Аппельдорн Карін тер Бек Піта ван Дішук Елін Меєр Еке ван Нес Неллеке Пеннінкс Мартейнтьє Квік Аннеке Венема Марік Вестергоф | Канада (CAN) Баффі Александер Ларисса Бізенталь Гізер Девіс Елісон Корн Тереза Люк Гізер Макдермід Емма Робінсон Леслі Томпсон Дорота Урбаняк                  |

## Бадмінтон
| Турнір                     | Золото                                  | Серебро                                    | Бронза                                    |
| Жінки, одиночний розряд    | Китай · Гун Чжичао                      | Данія · Камілла Мартін                     | Китай · Є Чжаоїн                          |
| Чоловіки, одиночний розряд | Китай · Цзи Сіньпен                     | Індонезія · Хендраван                      | Китай · Ся Сюаньцзе                       |
| Жінки, парний розряд       | Китай · Ге Фей / Гу Цзюнь               | Китай · Хуан Наньян / Ян Вей               | Китай · Гао Лін / Цинь Іюань              |
| Чоловіки, парний розряд    | Індонезія · Тоні Гунаван / Чандра Віява | Південна Корея · Лі Донсу / Ю Йонсон       | Південна Корея · Ха Тхегвон / Кім Донмун  |
| Мікст                      | Китай · Чжан Цзюнь / Гао Лін            | Індонезія · Трі Кушаріанто / Мінарті Тімур | Велика Британія · Сімон Арчер / Джоан Гуд |

## Баскетбол
| Дисципліна       | Золото    | Срібло          | Бронза         |
| ---------------- | --------- | --------------- | -------------- |
| Чоловіча команда | США (USA) | Франція (FRA)   | Литва (LTU)    |
| Жіноча команда   | США (USA) | Австралія (AUS) | Бразилія (BRA) |

## Бейсбол
| Event            | Золото    | Срібло     | Бронза               |
| ---------------- | --------- | ---------- | -------------------- |
| Чоловіча команда | США (USA) | Куба (CUB) | Південна Корея (KOR) |

## Бокс
| Категорія              | Золото                                     | Срібло                                  | Бронза                              |
| ---------------------- | ------------------------------------------ | --------------------------------------- | ----------------------------------- |
| До 48 кг докладніше    | Брахім Аслум · Франція (FRA)               | Рафаель Лосано · Іспанія (ESP)          | Кім Ин Чхоль · Північна Корея (PRK) |
| До 48 кг докладніше    | Брахім Аслум · Франція (FRA)               | Рафаель Лосано · Іспанія (ESP)          | Маікро Ромеро · Куба (CUB)          |
| До 51 кг докладніше    | Віджан Понлід · Таїланд (THA)              | Булат Жумаділов · Казахстан (KAZ)       | Жером Тома · Франція (FRA)          |
| До 51 кг докладніше    | Віджан Понлід · Таїланд (THA)              | Булат Жумаділов · Казахстан (KAZ)       | Володимир Сидоренко · Україна (UKR) |
| До 54 кг докладніше    | Гільєрмо Рігондо · Куба (CUB)              | Раїмкуль Малахбеков · Росія (RUS)       | Сергій Данильченко · Україна (UKR)  |
| До 54 кг докладніше    | Гільєрмо Рігондо · Куба (CUB)              | Раїмкуль Малахбеков · Росія (RUS)       | Кларенс Вінсон · США (USA)          |
| До 57 кг докладніше    | Бекзат Саттарханов · Казахстан (KAZ)       | Рікардо Хуарес · США (USA)              | Тахар Тамсамані · Марокко (MAR)     |
| До 57 кг докладніше    | Бекзат Саттарханов · Казахстан (KAZ)       | Рікардо Хуарес · США (USA)              | Каміль Джамалутдінов · Росія (RUS)  |
| До 60 кг докладніше    | Маріо Кінделан · Куба (CUB)                | Андрій Котельник · Україна (UKR)        | Крістіан Бехарано · Мексика (MEX)   |
| До 60 кг докладніше    | Маріо Кінделан · Куба (CUB)                | Андрій Котельник · Україна (UKR)        | Олександр Малетін · Росія (RUS)     |
| До 63,5 кг докладніше  | Мухаммадкадир Абдуллаєв · Узбекистан (UZB) | Рікардо Вільямс · США (USA)             | Мухаммед Аллалу · Алжир (ALG)       |
| До 63,5 кг докладніше  | Мухаммадкадир Абдуллаєв · Узбекистан (UZB) | Рікардо Вільямс · США (USA)             | Діогенес Луна · Куба (CUB)          |
| До 67 кг докладніше    | Олег Саїтов · Росія (RUS)                  | Сергій Доценко · Україна (UKR)          | Віталій Грушак · Молдова (MDA)      |
| До 67 кг докладніше    | Олег Саїтов · Росія (RUS)                  | Сергій Доценко · Україна (UKR)          | Дорел Сіміон · Румунія (ROU)        |
| До 71 кг докладніше    | Єрмахан Ібраїмов · Казахстан (KAZ)         | Мар'ян Сіміон · Румунія (ROU)           | Порнчай Тонгбуран · Таїланд (THA)   |
| До 71 кг докладніше    | Єрмахан Ібраїмов · Казахстан (KAZ)         | Мар'ян Сіміон · Румунія (ROU)           | Джермейн Тейлор · США (USA)         |
| До 75 кг докладніше    | Хорхе Гутьєррес · Куба (CUB)               | Гайдарбек Гайдарбеков · Росія (RUS)     | Вугар Алекперов · Азербайджан (AZE) |
| До 75 кг докладніше    | Хорхе Гутьєррес · Куба (CUB)               | Гайдарбек Гайдарбеков · Росія (RUS)     | Жолт Ердеї · Угорщина (HUN)         |
| До 81 кг докладніше    | Олександр Лебзяк · Росія (RUS)             | Рудольф Край · Чехія (CZE)              | Андрій Федчук · Україна (UKR)       |
| До 81 кг докладніше    | Олександр Лебзяк · Росія (RUS)             | Рудольф Край · Чехія (CZE)              | Сергій Михайлов · Узбекистан (UZB)  |
| До 91 кг докладніше    | Фелікс Савон · Куба (CUB)                  | Султан-Ахмед Ібрагімов · Росія (RUS)    | Володимир Чантурія · Грузія (GEO)   |
| До 91 кг докладніше    | Фелікс Савон · Куба (CUB)                  | Султан-Ахмед Ібрагімов · Росія (RUS)    | Себастьян Кебер · Німеччина (GER)   |
| Понад 91 кг докладніше | Одлі Гаррісон · Велика Британія (GBR)      | Мухтархан Дільдабеков · Казахстан (KAZ) | Паоло Відоц · Італія (ITA)          |
| Понад 91 кг докладніше | Одлі Гаррісон · Велика Британія (GBR)      | Мухтархан Дільдабеков · Казахстан (KAZ) | Рустам Саїдов · Узбекистан (UZB)    |

## Боротьба
Вільна боротьба
| Категорія | Золото                        | Срібло                       | Бронза                                 |
| --------- | ----------------------------- | ---------------------------- | -------------------------------------- |
| До 54 кг  | Намік Абдуллаєв · Азербайджан | Семюел Генсон · США          | Аміран Карданов · Греція               |
| До 58 кг  | Аліреза Дабір · Іран          | Євген Буслович · Україна     | Террі Брендс · США                     |
| До 63 кг  | Мурад Умаханов · Росія        | Серафим Барзаков · Болгарія  | Чан Дже Сон · Південна Корея           |
| До 69 кг  | Даніель Ігалі · Канада        | Арсен Гітінов · Росія        | Лінкольн МакІлреві · США               |
| До 76 кг  | Брендон Слей · США            | Мун Ий Дже · Південна Корея  | Адем Берекет · Туреччина               |
| До 85 кг  | Адам Сайтієв · Росія          | Йоель Ромеро · Куба          | Магомед Ібрагімов · Північна Македонія |
| До 97 кг  | Сагід Муртазалієв · Росія     | Іслам Байрамуков · Казахстан | Ельдар Куртанідзе · Грузія             |
| До 130 кг | Давид Мусульбес · Росія       | Артур Таймазов · Узбекистан  | Алексіс Родрігес · Куба                |

Греко-римська боротьба
| Категорія | Золото                       | Срібло                      | Бронза                           |
| --------- | ---------------------------- | --------------------------- | -------------------------------- |
| До 54 кг  | Сім Гвон Хо · Південна Корея | Ласаро Рівас · Куба         | Кан Йон Гьон · КНДР              |
| До 58 кг  | Армен Назарян · Болгарія     | Кім Ін Соп · Південна Корея | Шен Цзетянь · Китай              |
| До 63 кг  | Вартерес Самургашев · Росія  | Хуан Марен · Куба           | Акакій Чачуа · Грузія            |
| До 69 кг  | Філіберто Аскуй · Куба       | Кацухіко Нагата · Японія    | Олексій Глушков · Росія          |
| До 76 кг  | Мурат Карданов · Росія       | Метт Ліндленд · США         | Марко Ілі-Ханнуксела · Фінляндія |
| До 85 кг  | Гамза Єрлікая · Туреччина    | Шандор Бардоші · Угорщина   | Мухран Вахтангадзе · Грузія      |
| До 97 кг  | Мікаель Юнгберг · Швеція     | Давид Солдадзе · Україна    | Гарретт Лоуні · США              |
| До 130 кг | Рулон Гарднер · США          | Олександр Карелін · Росія   | Дмитро Дебелка · Білорусь        |

## Важка атлетика
Жінки
| Категорія   | Золото                      | Срібло                 | Бронза                   |
| до 48 кг    | Тара Нотт (USA)             | Раема Румбевас (INA)   | Шрі Індріярі (INA)       |
| до 53 кг    | Ян Ся (CHN)                 | Лі Фен'їн (TPE)        | Вінарні Сламет (INA)     |
| до 58 кг    | Сорая Гіменес (MEX)         | Лі Сон Хі (PRK)        | Хассарапорн Сута (THA)   |
| до 63 кг    | Чень Сяомінь (CHN)          | Валентина Попова (RUS) | Іоанна Хатциїоанну (GRE) |
| до 69 кг    | Лінь Вейнін (CHN)           | Ержебет Маркуш (HUN)   | Карнам Маллесварі (IND)  |
| до 75 кг    | Марія Ісабель Уррутія (COL) | Рут Огбейфо (NGR)      | Го Їхань (TPE)           |
| понад 75 кг | Дін Мейюань (CHN)           | Агата Врубель (POL)    | Черіл Геворт (USA)       |

Чоловіки
| Категорія    | Золото                    | Срібло                 | Бронза                 |
| до 56 кг     | Халіль Мутлу (TUR)        | У Веньсюн (CHN)        | Чжан Сянсян (CHN)      |
| до 62 кг     | Николай Пешалов (CRO)     | Леонідас Сабаніс (GRE) | Геннадій Олещук (BLR)  |
| до 69 кг     | Галабин Боєвски (BUL)     | Георги Марков (BUL)    | Сергій Лавренов (BLR)  |
| до 77 кг     | Чжань Сюйган (CHN)        | Віктор Митру (GRE)     | Арсен Мелікян (ARM)    |
| до 85 кг     | Піррос Дімас (GRE)        | Марк Хустер (GER)      | Георгій Асанідзе (GEO) |
| до 94 кг     | Акакіос Кахіашвіліс (GRE) | Шимон Колецький (POL)  | Олексій Петров (RUS)   |
| до 105 кг    | Гусейн Таваколі (IRI)     | Алан Цагаєв (BUL)      | Саїд Саїф Асаад (QAT)  |
| понад 105 кг | Гуссейн Резазаде (IRI)    | Ронні Веллер (GER)     | Андрій Чемеркін (RUS)  |

## Велоспорт

### Шосейні
| Дисципліна                | Золото                 | Срібло                    | Бронза                |
| Групова гонка, чоловіки   | Ян Ульріх (GER)        | Олександр Винокуров (KAZ) | Андреас Кльоден (GER) |
| Роздільна гонка, чоловіки | В'ячеслав Єкимов (RUS) | Ян Ульріх (GER)           | вакантно              |
| Групова гонка, жінки      | Леонтін Зейлард (NED)  | Ганка Купфернагель (GER)  | Діана Жілюте (LTU)    |
| Роздільна гонка, жінки    | Леонтін Зейлард (NED)  | Марі Голден (USA)         | Жанні Лонго (FRA)     |

### Трек
| Дисципліна                                   | Золото                                                                             | Срібло                                                                                  | Бронза                                                                                             |
| Гіт на 1 кілометр, чоловіки                  | Джейсон Квеллі (GBR)                                                               | Штефан Німке (GER)                                                                      | Шейн Келлі (AUS)                                                                                   |
| Індивідуальна гонка переслідування, чоловіки | Роберт Бартко (GER)                                                                | Єнс Леман (GER)                                                                         | Бредлі Макгі (AUS)                                                                                 |
| Командний спринт, чоловіки                   | Франція · Флоріан Руссо · Арно Турнан · Лоран Гане                                 | Велика Британія · Кріс Хой · Крейг Маклін · Джейсон Квеллі                              | Австралія · Гарі Нейванд · Шон Іді · Даррін Гілл                                                   |
| Командна гонка переслідування, чоловіки      | Німеччина · Роберт Бартко · Гвідо Фульст · Даніель Бекке · Єнс Леман · Олаф Поллак | Україна · Олександр Феденко · Олександр Симоненко · Сергій Матвіїв · Сергій Чернявський | Велика Британія · Браян Стіл · Пол Меннінг · Бредлі Віггінс · Кріс Ньютон · Роб Гейлес · Джон Клей |
| Індивідуальний спринт, чоловіки              | Марті Нотстейн (USA)                                                               | Флоріан Руссо (FRA)                                                                     | Єнс Фідлер (GER)                                                                                   |
| Індивідуальна гонка за очками, чоловіки      | Жоан Льянерас (ESP)                                                                | Мильтон Вінантс (URU)                                                                   | Олексій Марков (RUS)                                                                               |
| Кейрін, чоловіки                             | Флоріан Руссо (FRA)                                                                | Гарі Нейванд (AUS)                                                                      | Єнс Фідлер (GER)                                                                                   |
| Мелісон, чоловіки                            | Австралія · Скотт Макгрорі · Бретт Ейткен                                          | Бельгія · Етьєн Де Вільде · Метью Гілмор                                                | Італія · Марко Вілла · Сильвіо Мартинелло                                                          |
| Гіт на 500 м, жінки                          | Фелісія Балланже (FRA)                                                             | Мішель Ферріс (AUS)                                                                     | Цзян Цуйхуа (CHN)                                                                                  |
| Індивідуальна гонка переслідування, жінки    | Леонтін Зейлард (NED)                                                              | Маріон Кліньє (FRA)                                                                     | Івонн Макгрегор (GBR)                                                                              |
| Індивідуальний спринт, жінки                 | Фелісія Балланже (FRA)                                                             | Оксана Грішина (RUS)                                                                    | Ірина Янович (UKR)                                                                                 |
| Індивідуальна гонка за очками, жінки         | Антонелла Беллутті (ITA)                                                           | Леонтін Зейлард (NED)                                                                   | Ольга Слюсарева (RUS)                                                                              |

### Маунтинбайк
| Дисципліна     | Золото                | Срібло                | Бронза                  |
| Крос, жінки    | Паола Пеццо (ITA)     | Барбара Блаттер (SUI) | Маргарита Фульяна (ESP) |
| Крос, чоловіки | Мігель Мартінес (FRA) | Філіпп Мейрхеге (BEL) | Крістоф Заузер (SUI)    |

## Веслування на байдарках і каное

### Слалом
| Дисципліна                  | Золото                                           | Срібло                                                | Бронза                             |
| --------------------------- | ------------------------------------------------ | ----------------------------------------------------- | ---------------------------------- |
| Каное-одиночки, чоловіки    | Тоні Естанге (FRA)                               | Міхал Мартікан (SVK)                                  | Юрай Мінчик (SVK)                  |
| Каное-двійки, чоловіки      | Словаччина (SVK) Павол Гохшорнер Петер Гохшорнер | Польща (POL) Кшиштоф Коломанський Міхал Станішевський | Чехія (CZE) Марек Їрас Томаш Мадер |
| Байдарки-одиночки, чоловіки | Томас Шмідт (GER)                                | Пол Реткліфф (GBR)                                    | П'єрпаоло Феррацці (ITA)           |
| Байдарки-одиночки, жінки    | Штепанка Гільгертова (CZE)                       | Бриджит Гібаль (FRA)                                  | Анн-Ліз Барде (FRA)                |

### Спринтерські гонки
| Дисципліна                | Золото                                                                     | Срібло                                                             | Бронза                                                                             |
| ------------------------- | -------------------------------------------------------------------------- | ------------------------------------------------------------------ | ---------------------------------------------------------------------------------- |
| Каное-одиночки, 500 м     | Дьйордь Колоніч (HUN)                                                      | Максим Опалєв (RUS)                                                | Андреас Діттмер (GER)                                                              |
| Каное-одиночки, 1000 м    | Андреас Діттмер (GER)                                                      | Ледіс Бальсейро (CUB)                                              | Стівен Джайлс (CAN)                                                                |
| Каное-двійки, 500 м       | Угорщина (HUN) Ференц Новак Імре Пулай                                     | Польща (POL) Даніель Єндрашко Павел Барашкевич                     | Румунія (ROU) Мітіка Прікоп Флорін Попеску                                         |
| Каное-двійки, 1000 м      | Румунія (ROU) Мітіка Прікоп Флорін Попеску                                 | Куба (CUB) Ібрагім Рохас Леобальдо Перейра                         | Німеччина (GER) Штефан Утес Ларс Кобер                                             |
| Байдарки-одиночки, 500 м  | Кнут Гольманн (NOR)                                                        | Петар Мерков (BUL)                                                 | Михайло Калганов (ISR)                                                             |
| Байдарки-одиночки, 1000 м | Кнут Гольманн (NOR)                                                        | Петар Мерков (BUL)                                                 | Тім Брабантс (GBR)                                                                 |
| Байдарки-двійки, 500 м    | Угорщина (HUN) Золтан Каммерер Ботонд Шторц                                | Австралія (AUS) Деніел Коллінз Ендрю Трім                          | Німеччина (GER) Рональд Рауе Тім Віскеттер                                         |
| Байдарки-двійки, 1000 м   | Італія (ITA) Антоніо Россі Беньяміно Бономі                                | Швеція (SWE) Маркус Оскарссон Генрік Нільссон                      | Угорщина (HUN) Крістіан Бартфаї Крістіан Вереб                                     |
| Байдарки-четвірки, 1000 м | Угорщина (HUN) Акош Верецкеї Габор Хорват Золтан Каммерер Ботонд Шторц     | Німеччина (GER) Ян Шефер Марк Цабель Б'єрн Бах Штефан Ульм         | Польща (POL) Гжегож Котович Адам Серочинський Даріуш Бялковський Марек Вітковський |
| Байдарки-одиночки, 500 м  | Йозефа Ідем (ITA)                                                          | Каролін Брюне (CAN)                                                | Катрін Борхерт (AUS)                                                               |
| Байдарки-двійки, 500 м    | Німеччина (GER) Бірґіт Фішер Катрін Вагнер-Аугустін                        | Угорщина (HUN) Каталін Ковач Сільвія Сабо                          | Польща (POL) Беата Соколовська Анета Пастушка                                      |
| Байдарки-четвірки, 500 м  | Німеччина (GER) Бірґіт Фішер Мануела Муке Анетт Шук Катрін Вагнер-Аугустін | Угорщина (HUN) Ріта Кебан Каталін Ковач Сільвія Сабо Ержебет Віскі | Румунія (ROU) Ралука Іоніце Маріана Лімбеу Елена Раду Санда Тома                   |

## Вітрильний спорт
|                |                    | Золото                                                | Срібло                                                | Бронза                                                      |
| Жінки          | Містраль, жінки    | Алессандра Сенсіні (ITA)                              | Амелі Люкс (GER)                                      | Барбара Кендалл (NZL)                                       |
|                | Європа, жінки      | Ширлі Робертсон (GBR)                                 | Маргрієт Матійссе (NED)                               | Серена Амато (ARG)                                          |
|                | 470, жінки         | Австралія · Дженні Армстронг · Белінда Стовелл        | США · Джей Джей Іслер · Сара Глейзер                  | Україна · Руслана Таран · Олена Пахольчик                   |
| Чоловіки       | Містраль, чоловіки | Крістоф Зібер (AUT)                                   | Карлос Еспінола (ARG)                                 | Аарон Макінтош (NZL)                                        |
|                | Фінн, чоловіки     | Іан Персі (GBR)                                       | Лука Девоті (ITA)                                     | Фредрік Лееф (SWE)                                          |
|                | 470, чоловіки      | Австралія · Том Кінг · Марк Тернбулл                  | США · Пол Форстер · Боб Меррік                        | Аргентина · Хав'єр Конте · Хуан де ла Фуенте                |
| Відкриті класи | Лазер              | Бен Ейнслі (GBR)                                      | Роберт Шейдт (BRA)                                    | Майкл Блекберн (AUS)                                        |
|                | 49er               | Фінляндія · Томас Юхансон · Юркі Ярві                 | Велика Британія · Іан Баркер · Саймон Гіскокс         | США · Джонатан МакКі · Чарльз МакКі                         |
|                | Зоряний            | США · Марк Рейнолдс · Магнус Лільєдал,                | Велика Британія · Іан Вокер · Марк Ковелл             | Бразилія · Торбен Граел · Марсело Феррейра                  |
|                | Торнадо            | Австрія · Роман Хагара · Ганс-Петер Штайнагер         | Австралія · Даррен Бандок · Джон Форбс                | Німеччина · Роланд Геблер · Рене Швалль                     |
|                | Солінг             | Данія · Єспер Банк · Генрик Блакск'єр · Томас Якобсен | Німеччина · Йохен Шюман · Гуннар Бар · Інго Барковскі | Норвегія · Герман Йоганнесен · Пол Девіс · Еспен Стоккеланд |

## Водне поло
| Дисципліна | Золото          | Срібло      | Бронза       |
| ---------- | --------------- | ----------- | ------------ |
| Чоловіки   | Угорщина (HUN)  | Росія (RUS) | СР Югославія |
| Жінки      | Австралія (AUS) | США (USA)   | Росія (RUS)  |

## Волейбол
| Event                       | Золото          | Срібло         | Бронза          |
| --------------------------- | --------------- | -------------- | --------------- |
| Пляжний волейбол — чоловіки | США (USA)       | Бразилія (BRA) | Німеччина (GER) |
| Пляжний волейбол — жінки    | Австралія (AUS) | Бразилія (BRA) | Бразилія (BRA)  |
| Волейбол, чоловіки          | Югославія (YUG) | Росія (RUS)    | Італія (ITA)    |
| Волейбол, жінки             | Куба (CUB)      | Росія (RUS)    | Бразилія (BRA)  |

## Гандбол
| Дисципліна       | Золото      | Срібло         | Бронза         |
| ---------------- | ----------- | -------------- | -------------- |
| Чоловічий турнір | Росія (RUS) | Швеція (SWE)   | Іспанія (ESP)  |
| Жіночий турнір   | Данія (DEN) | Угорщина (HUN) | Норвегія (NOR) |

## Гімнастика

### Спортивна гімнастика
| Дисципліна                    | Золото                                                                                                 | Срібло | Бронза |
| ----------------------------- | --- | --- | --- |
| Командна першість детальніше  | Китай (CHN) Хуан Сю Лі Сяопен Сяо Цзюньфен Сін Аовей Ян Вей Чжен Ліхуей                                | Україна (UKR) Олександр Береш Валерій Гончаров Руслан Мезенцев Валерій Перешкура Олександр Світличний Роман Зозуля     | Росія (RUS) Максим Альошин Олексій Бондаренко Дмитро Древін Микола Крюков Олексій Нємов Євгеній Подгорний |
| Абсолютна першість детальніше | Олексій Нємов · Росія (RUS)                                                                            | Ян Вей · Китай (CHN)                                                                                                   | Олександр Береш · Україна (UKR)                                                                           |
| Вільні вправи детальніше      | Ігор Віхров · Латвія (LAT)                                                                             | Олексій Нємов · Росія (RUS)                                                                                            | Йордан Йовчев · Болгарія (BUL)                                                                            |
| Кінь детальніше               | Маріуш Урзіка · Румунія (ROU)                                                                          | Ерік Пужад · Франція (FRA)                                                                                             | Олексій Нємов · Росія (RUS)                                                                               |
| Кільця детальніше             | Сильвестр Чоллань · Угорщина (HUN)                                                                     | Демосфен Тампакос · Греція (GRE)                                                                                       | Йордан Йовчев · Болгарія (BUL)                                                                            |
| Опорний стрибок детальніше    | Хервасіо Деферр · Іспанія (ESP)                                                                        | Олексій Бондаренко · Росія (RUS)                                                                                       | Лешек Блянік · Польща (POL)                                                                               |
| Паралельні бруси детальніше   | Лі Сяопен · Китай (CHN)                                                                                | Лі Джу Хйон · Південна Корея (KOR)                                                                                     | Олексій Нємов · Росія (RUS)                                                                               |
| Перекладина детальніше        | Олексій Нємов · Росія (RUS)                                                                            | Бенжамен Варонян · Франція (FRA)                                                                                       | Лі Джу Хйон · Південна Корея (KOR)                                                                        |
| Командна першість детальніше  | Румунія (ROU) Сімона Аманар Лоредана Бобок Андрея Ісереску Марія Олару Клаудія Пресекан Андреа Радукан | Росія (RUS) Анна Чепелєва Світлана Хоркіна Анастасія Колеснікова Катерина Лобазнюк Олена Продунова Олена Замолодчикова | США (USA) Емі Чоу Джеймі Денцшер Домінік Доз Крістін Мелоні Елайз Рей Таша Швікерт-Воррен                 |
| Абсолютна першість детальніше | Сімона Аманар · Румунія (ROU)                                                                          | Марія Олару · Румунія (ROU)                                                                                            | Лю Сюань · Китай (CHN)                                                                                    |
| Опорний стрибок детальніше    | Олена Замолодчикова · Росія (RUS)                                                                      | Андреа Радукан · Румунія (ROU)                                                                                         | Катерина Лобазнюк · Росія (RUS)                                                                           |
| Різновисокі бруси детальніше  | Світлана Хоркіна · Росія (RUS)                                                                         | Лін Цзє · Китай (CHN)                                                                                                  | Ян Юнь · Китай (CHN)                                                                                      |
| Колода детальніше             | Лю Сюань · Китай (CHN)                                                                                 | Катерина Лобазнюк · Росія (RUS)                                                                                        | Олена Продунова · Росія (RUS)                                                                             |
| Вільні вправи детальніше      | Олена Замолодчикова · Росія (RUS)                                                                      | Світлана Хоркіна · Росія (RUS)                                                                                         | Сімона Аманар · Румунія (ROU)                                                                             |

### Художня гімнастика
| Дисципліна          | Золото                                                                                               | Срібло                                                                                              | Бронза |
| ------------------- | --- | --------------------------------------------------------------------------------------------------- | --- |
| Групові детальніше  | Росія (RUS) Ірина Бєлова Олена Шаламова Наталія Лаврова Марія Нетьосова Віра Шиманська Ірина Зільбер | Білорусь (BLR) Тетяна Ананько Тетяна Белан Ганна Глазкова Ірина Ільєнкова Марія Лазук Ольга Пужевич | Греція (GRE) Ейріні Айнділі Евангелія Хрістодулу Марія Георгату Захарула Кар'ямі Харіклія Пантазі Анна Поллату |
| Особисті детальніше | Юлія Барсукова · Росія (RUS)                                                                         | Юлія Раскіна · Білорусь (BLR)                                                                       | Аліна Кабаєва · Росія (RUS)                                                                                    |

### Стрибки на батуті
| Дисципліна          | Золото                             | Срібло                           | Бронза                       |
| ------------------- | ---------------------------------- | -------------------------------- | ---------------------------- |
| Чоловіки детальніше | Олександр Москаленко · Росія (RUS) | Джі Воллес · Австралія (AUS)     | Матьє Тюржон · Канада (CAN)  |
| Жінки детальніше    | Ірина Караваєва · Росія (RUS)      | Оксана Цигульова · Україна (UKR) | Карен Кокберн · Канада (CAN) |

## Дзюдо
| Категорія                    | Золото                      | Срібло                    | Бронза                        |
| до 60 кг див. детальніше     | Тадахіро Номура Японія      | Чон Буген Південна Корея  | Маноло Пулот Куба             |
| до 60 кг див. детальніше     | Тадахіро Номура Японія      | Чон Буген Південна Корея  | Айдин Смагулов Киргизстан     |
| до 66 кг див. детальніше     | Гюсейн Озкан Туреччина      | Ларбі Бенбудауд Франція   | Джироламо Джовінаццо Італія   |
| до 66 кг див. детальніше     | Гюсейн Озкан Туреччина      | Ларбі Бенбудауд Франція   | Георгій Вазагашвілі Грузія    |
| до 73 кг див. детальніше     | Джузеппе Маддалоні Італія   | Тьяго Каміло Бразилія     | Анатолій Ларюков Білорусь     |
| до 73 кг див. детальніше     | Джузеппе Маддалоні Італія   | Тьяго Каміло Бразилія     | Всеволод Зелений Латвія       |
| до 81 кг див. детальніше     | Макото Такімото Японія      | Чо Інчхоль Південна Корея | Нуну Делгаду Португалія       |
| до 81 кг див. детальніше     | Макото Такімото Японія      | Чо Інчхоль Південна Корея | Олексій Будилін Естонія       |
| до 90 кг див. детальніше     | Марк Гойзінга Нідерланди    | Карлос Онорато Бразилія   | Руслан Машуренко Україна      |
| до 90 кг див. детальніше     | Марк Гойзінга Нідерланди    | Карлос Онорато Бразилія   | Фредерік Демонфукон Франція   |
| до 100 кг див. детальніше    | Іноуе Косей Японія          | Ніколя Жиль Канада        | Юрій Стьопкін Росія           |
| до 100 кг див. детальніше    | Іноуе Косей Японія          | Ніколя Жиль Канада        | Стефан Трен Франція           |
| понад 100 кг див. детальніше | Давид Дує Франція           | Сін'їті Сінохара Японія   | Тамерлан Тменов Росія         |
| понад 100 кг див. детальніше | Давид Дує Франція           | Сін'їті Сінохара Японія   | Індрек Пертельсон Естонія     |
| до 48 кг див. детальніше     | Рьоко Тамура Японія         | Любов Брулетова Росія     | Анна-Марія Граданте Німеччина |
| до 48 кг див. детальніше     | Рьоко Тамура Японія         | Любов Брулетова Росія     | Енн Сімонс Бельгія            |
| до 52 кг див. детальніше     | Легна Вердесія Куба         | Норіко Нарадзакі Японія   | Ке Сунхі КНДР                 |
| до 52 кг див. детальніше     | Легна Вердесія Куба         | Норіко Нарадзакі Японія   | Лі Юсян Китай                 |
| до 57 кг див. детальніше     | Ісабель Фернандес Іспанія   | Дріуліс Гонсалес Куба     | Кіе Кусакабе Японія           |
| до 57 кг див. детальніше     | Ісабель Фернандес Іспанія   | Дріуліс Гонсалес Куба     | Марія Пеклі Австралія         |
| до 63 кг див. детальніше     | Северін Ванденьєнде Франція | Лі Шуфа Китай             | Чон Сонсук Південна Корея     |
| до 63 кг див. детальніше     | Северін Ванденьєнде Франція | Лі Шуфа Китай             | Гелла Вандекавей Бельгія      |
| до 70 кг див. детальніше     | Сібеліс Веранес Куба        | Кейт Хоуі Велика Британія | Чо Мін Сон Південна Корея     |
| до 70 кг див. детальніше     | Сібеліс Веранес Куба        | Кейт Хоуі Велика Британія | Іленія Скапін Італія          |
| до 78 кг див. детальніше     | Тан Лінь Китай              | Селін Лебрюн Франція      | Симона Ріхтер Румунія         |
| до 78 кг див. детальніше     | Тан Лінь Китай              | Селін Лебрюн Франція      | Емануела П'єрантоцці Італія   |
| понад 78 кг див. детальніше  | Юань Хуа Китай              | Дайма Бельтран Куба       | Кім Сон-ен Південна Корея     |
| понад 78 кг див. детальніше  | Юань Хуа Китай              | Дайма Бельтран Куба       | Маюмі Ямасіта Японія          |

## Кінний спорт
| Дисципліна               | Золото                                                                                      | Срібло                                                                           | Бронза                                                                                         |
| Індивідуальна виїздка    | Анкі ван Грюнсвен (NED)                                                                     | Ізабель Верт (GER)                                                               | Улла Зальцгебер (GER)                                                                          |
| Командна виїздка         | Німеччина · Ізабель Верт · Надін Каппельман · Улла Зальцгебер · Олександра Сімонс де Ріддер | Нідерланди · Еллен Бонтьє · Анкі ван Грюнсвен · Ар'єн Теувіссен · Кобі ван Бален | США · Сьюзан Блінкс · Роберт Доувер · Гюнтер Зайдель · Крістін Трауріг                         |
| Індивідуальне триборство | Девід О'Коннор (USA)                                                                        | Ендрю Хой (AUS)                                                                  | Марк Джеймс Тодд (NZL)                                                                         |
| Командне триборство      | Австралія · Ендрю Хой · Філліп Даттон · Стюарт Тінні · Меттью Раян                          | Велика Британія · Джанетт Брейквелл · Леслі Лоу · Піппа Фаннелл · Іан Старк      | США · Девід О'Коннор · Ніна Фаут · Лінден Вісмен · Карен О'Коннор                              |
| Індивідуальний конкур    | Єрун Дюббелдам (NED)                                                                        | Алберт Ворн (NED)                                                                | Халед аль-Ейд (KSA)                                                                            |
| Командний конкур         | Німеччина · Лудгер Бербаум · Ларс Ніберг · Маркус Енінг · Отто Беккер                       | Швейцарія · Маркус Фукс · Беат Мендлі · Леслі Макнот · Віллі Меллігер            | Бразилія · Луїс Феліпі ді Азеведу · Андре Жоаннпетер · Алвару ді Міранда Нету · Родріго Пессоа |

## Легка атлетика
| Дисципліни                              | Золото | Золото      | Срібло | Срібло     | Бронза | Бронза   |
| --------------------------------------- | --- | ----------- | --- | ---------- | --- | -------- |
| 100 метрів (вітер: -0,3 м/с)            | Моріс Грін · США | 9,87        | Ато Болдон · Тринідад і Тобаго                                                                                         | 9,99       | Обаделе Томпсон · Барбадос                                                                                             | 10,04    |
| 200 метрів (вітер: -0,6 м/с)            | Константінос Кентеріс · Греція                                                                                         | 20,09       | Даррен Кемпбелл · Велика Британія                                                                                      | 20,14      | Ато Болдон · Тринідад і Тобаго                                                                                         | 20,20    |
| 400 метрів                              | Майкл Джонсон · США | 43,84       | Елвін Гаррісон · США                                                                                                   | 44,40      | Грег Хотон · Ямайка | 44,70    |
| 800 метрів                              | Нільс Шуманн · Німеччина                                                                                               | 1.45,08     | Вілсон Кіпкетер · Данія                                                                                                | 1.45,14    | Джабір Саїд-Герні · Алжир                                                                                              | 1.45,16  |
| 1500 метрів                             | Ноа Нгені · Кенія | 3.32,07 OR  | Гішам ель Герруж · Марокко                                                                                             | 3.32,32    | Бернард Лагат · Кенія                                                                                                  | 3.32,44  |
| 5000 метрів                             | Мілліон Вольде · Ефіопія                                                                                               | 13.35,49    | Алі Саїді-Сієф · Алжир                                                                                                 | 13.36,20   | Брагім Лаглафі · Марокко                                                                                               | 13.36,47 |
| 10000 метрів                            | Хайле Гебрселассіє · Ефіопія                                                                                           | 27.18,20    | Пол Тергат · Кенія | 27.18,29   | Ассефа Мезґебу · Ефіопія                                                                                               | 27.19,75 |
| 110 метрів з бар'єрами (вітер: 0,6 м/с) | Аньєр Гарсія · Куба | 13,00       | Терренс Треммелл · США                                                                                                 | 13,16      | Марк Крір · США | 13,22    |
| 400 метрів з бар'єрами                  | Енджело Тейлор · США                                                                                                   | 47,50       | Гаді аль-Сомайлі · Саудівська Аравія                                                                                   | 47,53      | Ллевелін Герберт · Південно-Африканська Республіка                                                                     | 47,81    |
| 3000 метрів з перешкодами               | Рубен Косгей · Кенія                                                                                                   | 8.21,43     | Вілсон Бойт Кіпкетер · Кенія                                                                                           | 8.21,71    | Алі Еззін · Марокко | 8.22,15  |
| 4×100 метрів                            | США · Джон Драммонд · Бернард Вільямс · Браян Льюїс · Моріс Грін · Тім Монтгомері (забіг) · Кеннет Брокенберр (забіг)  | 37,61       | Бразилія Вісенте де Ліма Едсон Рібейру Андре да Сілва Клаудіней да Сілва Клаудіу Соуза (забіг)                         | 37,90      | Куба Луїс Перес-Ріонда Іван Гарсія Фредді Майола Хосе Анхель Сесар                                                     | 38,04    |
| 4×400 метрів                            | Нігерія · Клемент Чукву · Джуд Моньє · Сандей Бада · Енефіок Удо-Обонг · Ндука Авазі (забіг) · Фіделіс Гадзама (забіг) | 2.58,68     | Ямайка Майкл Блеквуд Грег Хотон Кріс Вільямс Денні Мак-Фарлейн Санджей Ейр (забіг) Майкл Мак-Дональд (забіг)           | 2.58,78    | Багамські Острови Евард Монкер Трой Макінтош Карл Олівер Кріс Браун Тім Маннінгс (забіг)                               | 2.59,23  |
|                                         | |             | |            | |          |
| Марафон                                 | Гезахегне Абера · Ефіопія                                                                                              | 2:10.11     | Ерік Вайнайна · Кенія                                                                                                  | 2:10.31    | Тесфає Тола · Ефіопія                                                                                                  | 2:11.10  |
| Ходьба 20 кілометрів                    | Роберт Коженьовський · Польща                                                                                          | 1:18.59 OR  | Ное Ернандес · Мексика                                                                                                 | 1:19.03    | Володимир Андреєв · Росія                                                                                              | 1:19.27  |
| Ходьба 50 кілометрів                    | Роберт Коженьовський · Польща                                                                                          | 3:42.22     | Айгарс Фадєєвс · Латвія                                                                                                | 3:43.40    | Хоель Санчес Герреро · Мексика                                                                                         | 3:44.36  |
|                                         | |             | |            | |          |
| Стрибки у висоту                        | Сергій Клюгін · Росія                                                                                                  | 2,35        | Хав'єр Сотомайор · Куба                                                                                                | 2,32       | Абдеррахман Гаммад · Алжир                                                                                             | 2,32     |
| Стрибки з жердиною                      | Нік Гайсонг · США | 5,90        | Лоуренс Джонсон · США                                                                                                  | 5,90       | Максим Тарасов · Росія                                                                                                 | 5,90     |
| Стрибки у довжину                       | Іван Педросо · Куба | 8,55        | Джей Тауріма · Австралія                                                                                               | 8,49       | Роман Щуренко · Україна                                                                                                | 8,31     |
| Потрійний стрибок                       | Джонатан Едвардс · Велика Британія                                                                                     | 17,71       | Йоель Гарсія · Куба | 17,47      | Денис Капустін · Росія                                                                                                 | 17,46    |
| Штовхання ядра                          | Арсі Гар'ю · Фінляндія                                                                                                 | 21,29       | Адам Нельсон · США | 21,21      | Джон Годіна · США | 21,20    |
| Метання диска                           | Віргіліюс Алекна · Литва                                                                                               | 69,30       | Ларс Рідель · Німеччина                                                                                                | 68,50      | Франц Крюгер · Південно-Африканська Республіка                                                                         | 68,19    |
| Метання молота                          | Шимон Зюлковський · Польща                                                                                             | 80,02       | Нікола Віццоні · Італія                                                                                                | 79,64      | Ігор Астапкович · Білорусь                                                                                             | 79,17    |
| Метання списа                           | Ян Железний · Чехія | 90,17 OR    | Стівен Беклі · Велика Британія                                                                                         | 89,85      | Сергій Макаров · Росія                                                                                                 | 88,67    |
|                                         | |             | |            | |          |
| Десятиборство                           | Еркі Ноол · Естонія | 8642        | Роман Шебрле · Чехія                                                                                                   | 8606       | Кріс Гаффінс · США | 8595     |
| 100 метрів (вітер: -0,4 м/с)            | не вручалась |             | Катерина Тану · Греція Тайна Лоренс · Ямайка                                                                           | 11,1211,18 | Мерлін Отті · Ямайка                                                                                                   | 11,19    |
| 200 метрів (вітер: 0,7 м/с)             | Полін Девіс-Томпсон · Багамські Острови                                                                                | 22,27       | Сусантіка Джаясінге · Шрі-Ланка                                                                                        | 22,28      | Беверлі Мак-Дональд · Ямайка                                                                                           | 22,35    |
| 400 метрів                              | Кеті Фрімен · Австралія                                                                                                | 49,11       | Лоррейн Грем · Ямайка                                                                                                  | 49,58      | Катарін Меррі · Велика Британія                                                                                        | 49,72    |
| 800 метрів                              | Марія Мутола · Мозамбік                                                                                                | 1.56,15     | Штефані Граф · Австрія                                                                                                 | 1.56,64    | Келлі Голмс · Велика Британія                                                                                          | 1.56,80  |
| 1500 метрів                             | Нурія Мера-Беніда · Алжир                                                                                              | 4.05,10     | Вьолета Бекля · Румунія                                                                                                | 4.05,15    | Габріела Сабо · Румунія                                                                                                | 4.05,27  |
| 5000 метрів                             | Габріела Сабо · Румунія                                                                                                | 14.40,79 OR | Соня О'Саллівен · Ірландія                                                                                             | 14.41,02   | Гете Вамі · Ефіопія | 14.42,23 |
| 10000 метрів                            | Дерарту Тулу · Ефіопія                                                                                                 | 30.17,49 OR | Гете Вамі · Ефіопія | 30.22,48   | Фернанда Рібейру · Португалія                                                                                          | 30.22,88 |
| 100 метрів з бар'єрами (вітер: 0,0 м/с) | Ольга Шишигіна · Казахстан                                                                                             | 12,65       | Глорі Алозі · Нігерія                                                                                                  | 12,68      | Мелісса Моррісон · США                                                                                                 | 12,76    |
| 400 метрів з бар'єрами                  | Ірина Привалова · Росія                                                                                                | 53,02       | Деон Геммінгс · Ямайка                                                                                                 | 53,45      | Неза Бідуан · Марокко                                                                                                  | 53,57    |
| 4×100 метрів                            | Багамські Острови Саватеда Файнс Чандра Стурруп Полін Девіс-Томпсон Деббі Фергюсон Елдісі Льюїс (забіг)                | 41,95       | Ямайка Тайна Лоренс Вероніка Кемпбелл Беверлі Мак-Дональд Мерлін Отті Мерлін Фрейзер (забіг)                           | 42,13      | США · Крісте Гейнс · Торрі Едвардс · Ненсін Перрі · Меріон Джонс DQ · Пешн Річардсон (забіг)                           | 42,20    |
| 4×400 метрів                            | США · Джерл Майлз · Монік Геннаган · Меріон Джонс DQ · Латаша Коландер · Андреа Андерсон (забіг)                       | 3.22,62     | Нігерія · Сенді Річардс · Кетрін Скотт · Деон Геммінгс · Лоррейн Грем · Чармейн Говелл (забіг) · Мішель Бергер (забіг) | 3.23,25    | Росія Юлія Сотникова Світлана Гончаренко Ольга Котлярова Ірина Привалова Наталія Назарова (забіг) Олеся Зикіна (забіг) | 3.23,46  |
|                                         | |             | |            | |          |
| Марафон                                 | Такахасі Наоко · Японія                                                                                                | 2:23.14 OR  | Лідія Шимон · Румунія                                                                                                  | 2:23.22    | Джойс Чепчумба · Кенія                                                                                                 | 2:24.45  |
| Ходьба 20 кілометрів                    | Ван Ліпін · Китай | 1:29.05 OR  | К'єрсті Плетзер · Норвегія                                                                                             | 1:29.33    | Марія Васко · Іспанія                                                                                                  | 1:30.23  |
|                                         | |             | |            | |          |
| Стрибки у висоту                        | Олена Єлесіна · Росія                                                                                                  | 2,01        | Гестрі Клуте · Південно-Африканська Республіка                                                                         | 2,01       | Кайса Бергквіст · Швеція Оана Пантелімон · Румунія                                                                     | 1,99     |
| Стрибки з жердиною                      | Стейсі Драгіла · США                                                                                                   | 4,60 OR     | Тетяна Григор'єва · Австралія                                                                                          | 4,55       | Вала Флосадоттір · Ісландія                                                                                            | 4,50     |
| Стрибки у довжину                       | Гайке Дрехслер · Німеччина                                                                                             | 6,99        | Фіона Мей · Італія | 6,92       | Тетяна Котова · Росія                                                                                                  | 6,83     |
| Потрійний стрибок                       | Тереза Марінова · Болгарія                                                                                             | 15,20       | Тетяна Лебедєва · Росія                                                                                                | 15,00      | Олена Говорова · Україна                                                                                               | 14,96    |
| Штовхання ядра                          | Яніна Корольчик · Білорусь                                                                                             | 20,56       | Лариса Пелешенко · Росія                                                                                               | 19,92      | Астрід Кумбернусс · Німеччина                                                                                          | 19,62    |
| Метання диска                           | Елліна Звєрєва · Білорусь                                                                                              | 68,40       | Анастасія Келесіду · Греція                                                                                            | 65,71      | Ірина Ятченко · Білорусь                                                                                               | 65,20    |
| Метання молота                          | Каміла Сколімовська · Польща                                                                                           | 71,16       | Ольга Кузенкова · Росія                                                                                                | 69,77      | Кірстен Мюнхов · Німеччина                                                                                             | 69,28    |
| Метання списа                           | Тріне Гаттестад · Норвегія                                                                                             | 68,91 OR    | Мірела Маніяні · Греція                                                                                                | 67,51      | Ослейдіс Менендес · Куба                                                                                               | 66,18    |
|                                         | |             | |            | |          |
| Семиборство                             | Деніз Льюїс · Велика Британія                                                                                          | 6584        | Олена Прохорова · Росія                                                                                                | 6531       | Наталія Сазанович · Білорусь                                                                                           | 6527     |

## Настільний теніс
| Дисципліна                 | Золото                        | Срібло                         | Бронза                                    |
| Чоловічий одиночний розряд | Кун Лінхуей · Китай (CHN)     | Ян-Уве Вальднер · Швеція (SWE) | Лю Голян · Китай (CHN)                    |
| Чоловічий парний розряд    | Китай · Ван Ліцинь · Янь Сень | Китай · Кун Лінхуей · Лю Голян | Франція · Жан-Філіпп Гасьєн · Патрік Шила |
| Жіночий одиночний розряд   | Ван Нань · Китай (CHN)        | Лі Цзюй · Китай (CHN)          | Чень Цзин · Китайський Тайбей (TPE)       |
| Жіночий парний розряд      | Китай · Лі Цзюй · Ван Нань    | Китай · Сунь Цзинь · Ян Ін     | Південна Корея · Кім Му Ге · Ю Джи Хе     |

## Плавання
| Дисципліни                      | Золото | Золото     | Срібло | Срібло                               | Бронза | Бронза      |
| ------------------------------- | --- | ---------- | --- | ------------------------------------ | --- | ----------- |
| 50 м вільним стилем             | Ентоні Ервін (USA) Ґері Голл-молодший (USA)                                                                                    | 21.98      | Не вручали, бо був поділ 1-го місця.                                                                              | Не вручали, бо був поділ 1-го місця. | Пітер ван ден Гогенбанд (NED)                                                                                     | 22.03       |
| 100 м вільним стилем            | Пітер ван ден Гогенбанд (NED)                                                                                                  | 48.30      | Олександр Попов (RUS)                                                                                             | 48.69                                | Ґері Голл-молодший (USA)                                                                                          | 48.73       |
| 200 м вільним стилем            | Пітер ван ден Гогенбанд (NED)                                                                                                  | 1:45.35 WR | Ян Торп (AUS) | 1:45.83                              | Массіміліано Росоліно (ITA)                                                                                       | 1:46.65     |
| 400 м вільним стилем            | Ян Торп (AUS) | 3:40.59 WR | Массіміліано Росоліно (ITA)                                                                                       | 3:43.40 EU                           | Кліт Келлер (USA)                                                                                                 | 3:47.00 AM  |
| 1500 м вільним стилем           | Ґрант Гаккетт (AUS) | 14:48.33   | Кірен Перкінс (AUS)                                                                                               | 14:53.59                             | Кріс Томпсон (USA)                                                                                                | 14:56.81 AM |
|                                 | |            | |                                      | |             |
| 100 м на спині                  | Крайзельбург Ленні (USA) | 53.72 OR   | Метт Велш (AUS)                                                                                                   | 54.07 OC                             | Штев Телоке (GER)                                                                                                 | 54.82       |
| 200 м на спині                  | Крайзельбург Ленні (USA) | 1:56.76 OR | Аарон Пірсол (USA)                                                                                                | 1:57.35                              | Метт Велш (AUS)                                                                                                   | 1:57.59 OC  |
|                                 | |            | |                                      | |             |
| 100 м брасом                    | Доменіко Фіораванті (ITA) | 1:00.46 OR | Ед Мозес (USA) | 1:00.73                              | Роман Слуднов (RUS)                                                                                               | 1:00.91     |
| 200 м брасом                    | Доменіко Фіораванті (ITA) | 2:10.87 EU | Теренс Паркін (RSA)                                                                                               | 2:12.50 AF                           | Давіде Руммоло (ITA)                                                                                              | 2:12.73     |
|                                 | |            | |                                      | |             |
| 100 м батерфляєм                | Ларс Фреландер (SWE) | 52.00 EU   | Майкл Клім (AUS)                                                                                                  | 52.18                                | Джефф Г'юджилл (AUS)                                                                                              | 52.22       |
| 200 м батерфляєм                | Том Малчов (USA) | 1:55.35 OR | Денис Силантьєв (UKR)                                                                                             | 1:55.76 NR                           | Дастін Норріс (AUS)                                                                                               | 1:56.17 OC  |
|                                 | |            | |                                      | |             |
| 200 м комплексом                | Массіміліано Росоліно (ITA) | 1:58.98 OR | Том Долан (USA)                                                                                                   | 1:59.77 AM                           | Том Вілкенс (USA)                                                                                                 | 2:00.87     |
| 400 м комплексом                | Том Долан (USA) | 4:11.76 WR | Ерік Вендт (USA)                                                                                                  | 4:14.23                              | Кертіс Майден (CAN)                                                                                               | 4:15.33     |
|                                 | |            | |                                      | |             |
| Естафета 4×100 м вільним стилем | Австралія (AUS) Майкл Клім Кріс Фідлер Ешлі Келлус Ян Торп Тодд Пірсон* Адам Пайн*                                             | 3:13.67 WR | США (USA) Ентоні Ервін Ніл Вокер Джейсон Лезак Ґері Голл-молодший Скотт Такер* Джош Девіс*                        | 3:13.86 AM                           | Бразилія (BRA) Едвалду Валеріу Густаво Боржес Карлус Жаймі Фернандо Шерер                                         | 3:17.40     |
| Естафета 4×200 м вільним стилем | Австралія (AUS) Ян Торп Майкл Клім Тодд Пірсон Білл Кірбі Ґрант Гаккетт* Денієл Ковалскі*                                      | 7:07.05 WR | США (USA) Джеймі Роч Джош Девіс Скотт Ґолдблатт Кліт Келлер Нейт Дусінґ* Чад Карвін*                              | 7:12.64                              | Нідерланди (NED) Мартейн Зюйдвеґ Йоган Кенкгейс Пітер ван ден Гогенбанд Марсел Вауда Марк ван дер Зейден*         | 7:12.70 NR  |
| Естафета 4×100 м комплексом     | США (USA) Крайзельбург Ленні Ед Мозес Іян Крокер Ґері Голл-молодший Ніл Вокер* Томмі Геннен* Джейсон Лезак*                    | 3:33.73 WR | Австралія (AUS) Метт Велш Реґан Гаррісон Джефф Г'юджилл Майкл Клім Джош Вотсон* Раян Мітчелл* Адам Пайн* Ян Торп* | 3:35.27 OC                           | Німеччина (GER) Штев Телоке Єнс Круппа Томас Руппрат Торстен Спаннеберґ                                           | 3:35.88 EU  |
| 50 м вільним стилем             | Інге де Бройн (NED) | 24.32      | Тереза Альсгаммар (SWE)                                                                                           | 24.51                                | Дара Торрес (USA)                                                                                                 | 24.63 AM    |
| 100 м вільним стилем            | Інге де Бройн (NED) | 53.83      | Тереза Альсгаммар (SWE)                                                                                           | 54.33 NR                             | Дара Торрес (USA) Дженні Томпсон (USA)                                                                            | 54.43       |
| 200 м вільним стилем            | Сьюзі О'Нілл (AUS) | 1:58.24    | Мартіна Моравцова (SVK)                                                                                           | 1:58.32                              | Клаудія Полл (CRC)                                                                                                | 1:58.81     |
| 400 м вільним стилем            | Брук Беннетт (USA) | 4:05.80    | Даяна Мунц (USA)                                                                                                  | 4:07.07                              | Клаудія Полл (CRC)                                                                                                | 4:07.83     |
| 800 м вільним стилем            | Брук Беннетт (USA) | 8:19.67 OR | Яна Клочкова (UKR)                                                                                                | 8:22.66 NR                           | Кейтлін Сандено (USA)                                                                                             | 8:24.29     |
|                                 | |            | |                                      | |             |
| 100 м на спині                  | Дьяна Мокану (ROM) | 1:00.21 OR | Маі Накамура (JPN)                                                                                                | 1:00.55 NR                           | Ніна Живаневська (ESP)                                                                                            | 1:00.89 NR  |
| 200 м на спині                  | Дьяна Мокану (ROM) | 2:08.16 NR | Роксана Меречиняну (FRA)                                                                                          | 2:10.25 NR                           | Мікі Накао (JPN)                                                                                                  | 2:11.05     |
|                                 | |            | |                                      | |             |
| 100 м брасом                    | Меґан Джендрік (USA) | 1:07.05 AM | Лісель Джонс (AUS)                                                                                                | 1:07.49 OC                           | Пенні Гейнс (RSA)                                                                                                 | 1:07.55     |
| 200 м брасом                    | Агнеш Ковач (HUN) | 2:24.35    | Крісті Ковал (USA)                                                                                                | 2:24.56 AM                           | Аманда Бірд (USA)                                                                                                 | 2:25.35     |
|                                 | |            | |                                      | |             |
| 100 м батерфляєм                | Інге де Бройн (NED) | 56.61 WR   | Мартіна Моравцова (SVK)                                                                                           | 57.97 NR                             | Дара Торрес (USA)                                                                                                 | 58.20       |
| 200 м батерфляєм                | Місті Гаймен (USA) | 2:05.88 OR | Сьюзі О'Нілл (AUS)                                                                                                | 2:06.58                              | Петрія Томас (AUS)                                                                                                | 2:07.12     |
|                                 | |            | |                                      | |             |
| 200 м комплексом                | Яна Клочкова (UKR) | 2:10.68 OR | Бятріче Кишлару (ROM)                                                                                             | 2:12.57 NR                           | Крістіна Тойшер (USA)                                                                                             | 2:13.32     |
| 400 м комплексом                | Яна Клочкова (UKR) | 4:33.59 WR | Ясуко Тадзіма (JPN)                                                                                               | 4:35.96 NR                           | Бятріче Кишлару (ROM)                                                                                             | 4:37.18 NR  |
|                                 | |            | |                                      | |             |
| Естафета 4×100 м вільним стилем | США (USA) Емі Ван Дікен Кортні Шилі Дженні Томпсон Дара Торрес Ерін Фенікс* Ешлі Теппін*                                       | 3:36.61 WR | Нідерланди (NED) Манон ван Роєн Вілма ван Гофвеґен Інге де Бройн Тамар Геннекен Шанталь Ґрот*                     | 3:39.83 EU                           | Швеція (SWE) Юганна Шеберг Тереза Альсгаммар Луїза Єнке Анна-Карін Каммерлінг Юзефіна Ліллгаге* Малін Сванстрем*  | 3:40.30 NR  |
| Естафета 4×200 м вільним стилем | США (USA) Даяна Мунц Дженні Томпсон Саманта Арсено Ліндсі Бенко Джулія Стоверс* Kim Black*                                     | 7:57.80 OR | Австралія (AUS) Джиан Руні Петрія Томас Кірстен Томсон Сьюзі О'Нілл Ясінта ван Лінт* Елка Ґрем*                   | 7:58.52 OC                           | Німеччина (GER) Францишка ван Альмсік Антьє Бушшульте Зара Гарстік Керстін Кільґас Майке Фрайтаґ* Брітта Штеффен* | 7:58.64 NR  |
| Естафета 4×100 м комплексом     | США (USA) Барбара Бедфорд Меґан Джендрік Дженні Томпсон Дара Торрес Кортні Шилі* Ешлі Теппін* Емі Ван Дікен* Стейсіана Стіттс* | 3:58.30 WR | Австралія (AUS) Даяна Келуб Лісель Джонс Петрія Томас Сьюзі О'Нілл Джиан Руні* Тарні Вайт* Сара Раян*             | 4:01.59 OC                           | Японія (JPN) Масамі Танака Суміка Мінамото Маі Накамура Дзюнко Онісі                                              | 4:04.16 NR  |

## Синхронне плавання
| Дисципліна | Золото | Срібло | Бронза |
| ---------- | --- | --- | --- |
| Дуети      | Ольга Бруснікіна і Марія Кисельова (RUS) | Мія Татібана і Міхо Такеда (JPN)                                                                                      | Віржині Дідьє і Міріам Ліньйо (FRA) |
| Групи      | Росія (RUS) Олена Азарова Ольга Бруснікіна Марія Кисельова Ольга Новокщонова Ірина Першина Олена Соя Юлія Васильєва Ольга Васюкова Олена Антонова | Японія (JPN) Аяно Еґамі Райка Фудзії Йоко Ісода Реї Дзімбо Мія Татібана Міхо Такеда Йоко Йонеда Юко Йонеда Юрі Тацумі | Канада (CAN) Лайн Бомонт Клер Карвер-Діас Ерін Чан Катрін Ґарсо Фанні Летурно Кірстін Норманд Джасінт Тейллон Рейдун Татам Джессіка Чейс |

## Софтбол
| Дисципліна     | Золото    | Срібло       | Бронза          |
| -------------- | --------- | ------------ | --------------- |
| Жіночий турнір | США (USA) | Японія (JPN) | Австралія (AUS) |

## Стрибки у воду
| Дисципліна               | Золото                             | Срібло                                    | Бронза                              |
| ------------------------ | ---------------------------------- | ----------------------------------------- | ----------------------------------- |
| Трамплін, 3 м            | Сюн Ні (CHN)                       | Фернандо Платас (MEX)                     | Дмитро Саутін (RUS)                 |
| Вишка, 10 м              | Тянь Лян (CHN)                     | Ху Цзя (CHN)                              | Дмитро Саутін (RUS)                 |
| синхронний трамплін, 3 м | Сюн Ні і Сяо Хайлян (CHN)          | Дмитро Саутін і Олександр Доброскок (RUS) | Роберт Ньюбері і Дін Пуллар (AUS)   |
| синхронна вишка, 10 м    | Дмитро Саутін і Ігор Лукашин (RUS) | Ху Цзя і Тянь Лян (CHN)                   | Ян Гемпель і Гайко Маєр (GER)       |
| Трамплін, 3 м            | Фу Мінся (CHN)                     | Го Цзінцзін (CHN)                         | Дерте Лінднер (GER)                 |
| Вишка, 10 м              | Лора Енн Вілкінсон (USA)           | Лі На (CHN)                               | Енн Монтміні (CAN)                  |
| синхронний трамплін, 3 м | Віра Ільїна і Юлія Пахаліна (RUS)  | Фу Мінся і Го Цзінцзін (CHN)              | Ганна Сорокіна і Олена Жупіна (UKR) |
| синхронна вишка, 10 м    | Лі На і Сан Сюе (CHN)              | Емілі Гейманс і Енн Монтміні (CAN)        | Ребекка Ґілмор і Лауді Туркі (AUS)  |

## Стрільба
| Дисципліна                                                     | Золото                                     | Срібло                            | Бронза                             |
| Дрібнокаліберна гвинтівка, 50 метрів, лежачи (чоловіки)        | Юнас Едман · Швеція (SWE)                  | Торбен Гріммель · Данія (DEN)     | Сергій Мартинов · Білорусь (BLR)   |
| Дрібнокаліберна гвинтівка, 50 метрів, три положення (чоловіки) | Раймонд Дебевец · Словенія (SLO)           | Юха Хірві · Фінляндія (FIN)       | Гаралд Стенвог · Норвегія (NOR)    |
| Пневматична гвинтівка, 10 метрів (чоловіки)                    | Цай Ялінь · Китай (CHN)                    | Артем Хаджибеков · Росія (RUS)    | Євген Алейников · Росія (RUS)      |
| Пістолет, 50 метрів (чоловіки)                                 | Таню Кіряков · Болгарія (BUL)              | Ігор Басинський · Білорусь (BLR)  | Мартин Тенк · Чехія (CZE)          |
| Швидкісний пістолет, 25 метрів (чоловіки)                      | Сергій Аліфіренко · Росія (RUS)            | Мішель Ансерме · Швейцарія (SUI)  | Юліан Райча · Румунія (ROU)        |
| Пневматичний пістолет, 10 метрів (чоловіки)                    | Франк Дюмулен · Франція (FRA)              | Ван Іфу · Китай (CHN)             | Ігор Басинський · Білорусь (BLR)   |
| Трап (чоловіки)                                                | ДМайкл Даймонд · Австралія (AUS)           | Єн Піл · Велика Британія (GBR)    | Джованні Пелльєло · Італія (ITA)   |
| Дубль-трап (чоловіки)                                          | Річард Фаулдс · Велика Британія (GBR)      | Расселл Марк · Австралія (AUS)    | Фехаїд аль-Діхані · Кувейт (KUW)   |
| Скит (чоловіки)                                                | Микола Мільчев · Україна (UKR)             | Петр Малек · Чехія (CZE)          | Джеймс Грейвз · США (USA)          |
| рухома мішень на 10 метрів, чоловіки                           | Ян Лін · Китай (CHN)                       | Олег Молдован · Молдова (MDA)     | Ню Чжиюань · Китай (CHN)           |
| Пневматична гвинтівка, 10 метрів (жінки)                       | Ненсі Джонсон · США (USA)                  | Кан Чхохюн · Південна Корея (KOR) | Гао Цзин · Китай (CHN)             |
| Дрібнокаліберна гвинтівка, 50 метрів, три положення (жінки)    | Рената Мавер · Польща (POL)                | Тетяна Голдобіна · Росія (RUS)    | Марія Феклістова · Росія (RUS)     |
| Пістолет, 25 метрів (жінки)                                    | Марія Гроздева · Болгарія (BUL)            | Тао Луна · Китай (CHN)            | Лоліта Євглевська · Білорусь (BLR) |
| Пневматичний пістолет, 10 метрів (жінки)                       | Тао Луна · Китай (CHN)                     | Ясна Шекарич · Югославія (YUG)    | Еннмарі Фордер · Австралія (AUS)   |
| Трап (жінки)                                                   | Дайна Гудзиневічюте · Литва (LTU)          | Дельфін Расіне · Франція (FRA)    | Гао Е · Китай (CHN)                |
| Дубль-трап (жінки)                                             | Піа Гансен · Швеція (SWE)                  | Дебора Гелізіо · Італія (ITA)     | Кімберлі Роуд · США (USA)          |
| Скит (жінки)                                                   | Земфіра Мефтахетдінова · Азербайджан (AZE) | Світлана Дьоміна · Росія (RUS)    | Діана Ігай · Угорщина (HUN)        |

## Стрільба з лука
| Дисципліна                        | Золото                                                   | Срібло                                                         | Бронза                                                             |
| --------------------------------- | -------------------------------------------------------- | -------------------------------------------------------------- | ------------------------------------------------------------------ |
| Індивідуальна першість (чоловіки) | Саймон Фервезер · Австралія                              | Вік Вундерле · США                                             | Вітсе ван Альтен · Нідерланди                                      |
| Командна першість (чоловіки)      | Південна Корея (KOR) Чан Йон-хо Кім Чон-те О Гьо-мун     | Італія (ITA) Маттео Бісіані Іларіо Ді Буо Мікеле Франджіллі    | США (USA) Бутч Джонсон Род Вайт Вік Вандерле                       |
| Індивідуальна першість (жінки)    | Юн Мі-Джин · Південна Корея                              | Кім Нам-Сун · Південна Корея                                   | Кім Су-Ньонг · Південна Корея                                      |
| Командна першість (жінки)         | Південна Корея (KOR) Кім Нам-Сун Кім Су-Ньонг Юн Мі-Джин | Україна (UKR) Наталія Бурдейна Олена Садовнича Катерина Сердюк | Німеччина (GER) Барбара Менсінг Корнелія Пфоль Сандра Вагнер-Заксе |

## Сучасне п'ятиборство
| Event    | Золото                        | Срібло                 | Бронза                         |
| -------- | ----------------------------- | ---------------------- | ------------------------------ |
| Чоловіки | Дмитро Сватковський · Росія   | Габор Балог · Угорщина | Павло Довгаль · Білорусь       |
| Жінки    | Стефані Кук · Велика Британія | Емілі деРіел · США     | Кейт Алленбі · Велика Британія |

## Теніс

### Медалісти
| Дисципліна                 | Золото                                  | Срібло                                      | Бронза                                    |
| -------------------------- | --------------------------------------- | ------------------------------------------- | ----------------------------------------- |
| Чоловіки. Одиночний розряд | Євген Кафельніков · Росія               | Томмі Гас · Німеччина                       | Арно Ді Паскуале · Франція                |
| Чоловіки. Парний розряд    | Себастьян Ларо · Деніел Нестор · Канада | Тодд Вудбрідж · Марк Вудфорд · Австралія    | Алекс Корретха · Альберт Коста · Іспанія  |
| Жінки. Одиночний розряд    | Вінус Вільямс · США                     | Олена Дементьєва · Росія                    | Моніка Селеш · США                        |
| Жінки. Парний розряд       | Вінус Вільямс · Серена Вільямс · США    | Крісті Богерт · Міріам Ореманс · Нідерланди | Ельс Калленс · Домінік Ван Рост · Бельгія |

## Тріатлон
| Дисциплина | Золото                             | Срібло                           | Бронза                           |
| Чоловіки   | Саймон Вітфілд · Канада (CAN)      | Штефан Вукович · Німеччина (GER) | Ян Ржехула · Чехія (CZE)         |
| Жінки      | Брігітт Макмехон · Швейцарія (SUI) | Мішель Джонс · Австралія (AUS)   | Магалі Мессмер · Швейцарія (SUI) |

## Тхеквондо
| Категорія              | Золото                             | Срібло                              | Бронза                                |
| до 47 кг (жінки)       | Лорен Бернс · Австралія (AUS)      | Урбія Родрігес · Куба (CUB)         | Цзи Шужу · Китайський Тайбей (TPE)    |
| до 57 кг (жінки)       | Чон Дже Ин · Південна Корея (KOR)  | Чан Х'єу Нган · В'єтнам (VIE)       | Хаміде Бикчин Тосун · Туреччина (TUR) |
| до 67 кг (жінки)       | Лі Сон Хі · Південна Корея (KOR)   | Труде Гундерсен · Норвегія (NOR)    | Йоріко Окамото · Японія (JPN)         |
| понад 67 кг (жінки)    | Чень Чжун · Китай (CHN)            | Наталія Іванова · Росія (RUS)       | Домінік Боссар · Канада (CAN)         |
| до 58 кг (чоловіки)    | Михаїл Мурутсос · Греція (GRE)     | Габріель Еспарса · Іспанія (ESP)    | Хуан Чжисюн · Китайський Тайбей (TPE) |
| до 68 кг (чоловіки)    | Стівен Лопес · США (USA)           | Сін Джун Сік · Південна Корея (KOR) | Хаді Саеї · Іран (IRI)                |
| до 80 кг (чоловіки)    | Анхель Матос · Куба (CUB)          | Файссал Ебнуталіб · Німеччина (GER) | Віктор Естрада · Мексика (MEX)        |
| понад 80 кг (чоловіки) | Кім Ген Хун · Південна Корея (KOR) | Деніел Трентон · Австралія (AUS)    | Паскаль Жантіль · Франція (FRA)       |

## Фехтування
| Дисципліна                         | Золото                                                                                 | Срібло                                                                            | Бронза                                                                        |
| Шпага, жінки                       | Тімеа Надь · Угорщина                                                                  | Джанна Хаблютцель-Бюркі · Швейцарія                                               | Лора Флессель-Коловіц · Франція                                               |
| Шпага Командна першість, жінки     | Росія · Каріна Азнавурян · Оксана Єрмакова · Тетяна Логунова · Марія Мазіна            | Швейцарія · Софі Ламон · Діана Романьйолі · Джанна Хаблютцель-Бюркі               | Китай · Лі На · Лянь Цін · Ян Шаоці                                           |
| Рапіра, жінки                      | Валентина Веццалі · Італія                                                             | Рита Кеніг · Німеччина                                                            | Джованна Трилліні · Італія                                                    |
| Рапіра Командна першість, жінки    | Італія · Валентина Веццалі · Джованна Трілліні · Діана Б'янкеді · Аннамарія Джакометті | Польща · Сильвія Грухала · Магдалена Мрочкевич · Анна Рибіцка · Барбара Вольніцка | Німеччина · Сабіне Бау · Рита Кеніг · Гезіне Шиль · Моніка Вебер              |
| Шпага, чоловіки                    | Павло Колобков · Росія                                                                 | Юг Обрі · Франція                                                                 | Лі Сан Гі · Південна Корея                                                    |
| Шпага Командна першість, чоловіки  | Італія · Анджело Маццоні · Паоло Міланолі · Мауріціо Рандаццо · Альфредо Рота          | Франція · Жан-Франсуа ді Мартіно · Юг Обрі · Ерік Срекі                           | Куба · Нельсон Лойола · Карлос Педросо · Іван Тревехо                         |
| Рапіра, чоловіки                   | Кім Єн Хо · Південна Корея                                                             | Ральф Біссдорф · Німеччина                                                        | Дмитро Шевченко · Росія                                                       |
| Рапіра Командна першість, чоловіки | Франція · Жан-Ноель Феррарі · Бріс Гюяр · Патріс Лотельє · Ліонель Плюменай            | Китай · Дун Чжаочжи · Ван Хайбінь · Е Чун · Чжан Цзе                              | Італія · Даніеле Кроста · Габріеле Маньї · Сальваторе Санцо · Маттео Дзеннаро |
| Шабля, чоловіки                    | Міхай Коваліу · Румунія                                                                | Матьє Гурден · Франція                                                            | Вірадех Котни · Німеччина                                                     |
| Шабля Командна першість, чоловіки  | Росія · Сергій Шариков · Олексій Фросін · Станіслав Поздняков                          | Франція · Матьє Гурден · Жульєн Пійє · Седрік Сеген · Дем'єн Туя                  | Німеччина · Денніс Бауер · Вірадех Котни · Ееро Леманн · Александр Вебер      |

## Футбол
| Змагання | Золото         | Срібло        | Бронза          |
| -------- | -------------- | ------------- | --------------- |
| Чоловіки | Камерун (CMR)  | Іспанія (ESP) | Чилі (CHI)      |
| Жінки    | Норвегія (NOR) | США (USA)     | Німеччина (GER) |

## Хокей на траві
| Дисципліна | Золото           | Срібло               | Бронза           |
| ---------- | ---------------- | -------------------- | ---------------- |
| Чоловіки   | Нідерланди (NED) | Південна Корея (KOR) | Австралія (AUS)  |
| Жінки      | Австралія (AUS)  | Аргентина (ARG)      | Нідерланди (NED) |